# Kỷ Thành công
Kỷ Thành công (chữ Hán: 杞成公; trị vì: 654 TCN-637 TCN), là vị vua thứ 10 của nước Kỷ - chư hầu nhà Chu trong lịch sử Trung Quốc.
Ông là con Kỷ Đức công - vua thứ 9 nước Kỷ, họ Tự. Năm 655 TCN, Kỷ Đức công mất, ông lên nối ngôi vua.
Năm 646 TCN, do bị sự uy hiếp của các nước Tống, Từ, Kỷ Thành công phải dời đô từ Tân Thái tới Duyên Lăng.
Năm 637 TCN, ông mất, làm vua tất cả 18 năm. Em ông là Kỷ Hoàn công lên nối ngôi vua.